# دنیل گوستاوو رویز
دنیل گوستاوو رویز (انگلیسی: Daniel Gustavo Ruiz؛ زادهٔ ۱۳ آوریل ۱۹۸۴) بازیکن فوتبال اهل آرژانتین است.
از باشگاه‌هایی که در آن بازی کرده‌است می‌توان به باشگاه فوتبال روساریو سنترال اشاره کرد.